# Microberlinia brazzavillensis
Microberlinia brazzavillensis е вид растение от семейство Бобови (Fabaceae). Видът е световно застрашен, със статут Уязвим.

## Разпространение
Разпространен е в Камерун, Република Конго и Габон.